# Parc national El Imposible
Le parc national El Imposible a été créé en 2010 dans le département d'Ahuachapán, au Salvador.
Il est le plus grand parc national du Salvador, et reçoit environ 8000 touristes par an.
La visite de la forêt du parc nécessite une autorisation.
Son nom, « l'Impossible » fait référence à la difficulté à le parcourir par les fermiers et muletiers qui transportaient le café.
Le parc est également sur la liste indicative du patrimoine mondial de l'Unesco.

## Biodiversité
Le parc abrite plus de 500 espèces de plantes, plus de 100 espèces de mammifères, 53 amphibiens et reptiles, 285 d'oiseaux et plus de 5 000 espèces de papillons.